# Jose K. Mangaly
Jose K. Mangaly (1933 - 1997) fue un botánico, curador indio, que se desarrolló académicamente en el "Departamento de Botánica", de la Universidad de Calicut.

## Algunas publicaciones
- -----------, J Nayar. 1990. Palynology of South Indian Zingiberaceae. Bot. J. Linn. Soc. 103: 351–366

### Libros
- 1966. A cytotaxonomic study of the herbaceous species of smilax, section Coprosmanthus. Ed. Biol. Catholic University of America. 290 pp.
- La abreviatura «Mangaly» se emplea para indicar a Jose K. Mangaly como autoridad en la descripción y clasificación científica de los vegetales.[1]